# محوطه میان‌کوه
محوطه میان کوه مربوط به عصر مفرغ - دوره ساسانیان است و در شهرستان کرمانشاه، بخش مرکزی، دهستان میان‌دربند، ۲۰۰ متری جنوب روستای میان کوه واقع شده و این اثر در تاریخ ۱۵ دی ۱۳۸۷ با شمارهٔ ثبت ۲۴۱۰۵ به‌عنوان یکی از آثار ملی ایران به ثبت رسیده است.